# Liste des parcs de loisirs d'Italie

## Campanie
- Edenlandia, Naples
- Magic World, Pouzzoles

## Émilie-Romagne
- Fiabilandia, Rimini
- Italia in miniatura, Rimini
- Mirabilandia, Ravenne

## Frioul-Vénétie Julienne
- Aquaplash, Lignano Sabbiadoro
- Gulliverlandia, Lignano Sabbiadoro
- Parco Zoo Punta Verde, Lignano Sabbiadoro

## Latium
- Cinecittà World, Castel Romano
- Luneur, Rome
- Oasi Park, Rome
- Rainbow Magicland, Valmontone
- Zoomarine, Pomezia

## Lombardie
- Cowboyland, Voghera
- Europark Idroscalo (anciennement Luna Euro Park), Segrate
- Greenland, Limbiate  (fermé depuis 2002[1])
- Minitalia Leolandia Park, Capriate San Gervasio

## Piémont
- Safari Park, Pombia

## Pouilles
- Felifonte, Castellaneta
- Miragica, Molfetta
- Zoosafari Fasanolandia, Fasano

## Sicile
- Etnaland, Belpasso

## Toscane
- Cavallino Matto, Castagneto Carducci

## Vénétie
- Carosello Park, Sottomarina
- Gardaland, Castelnuovo del Garda
- CanevaWorld Resort/Movieland Studios (aka: Movie Studios Park), Lac de Garde
- Playplace, Vérone